# HAMATORA-超能偵探社-
《HAMATORA-超能偵探社-》（日語：ハマトラ）是以動畫及漫畫為中心的跨媒體製作作品。漫畫版於2013年11月開始在《周刊YOUNG JUMP》連載。另外也預定發售遊戲版和小說版。電視動畫於2014年1月7日深夜時段在東京電視台開始播出。
電視動畫於2014年3月26日播放第一季最終話時，於片尾宣佈待續，2014年4月30日宣布第二季標題為《Re:␣ HAMATORA》，於2014年7月開始放映。

## 劇情簡介
“Minimum”——小小的奇迹。极少部分人类先天便拥有这种异能。
於2014年奈斯与紫两人组成侦探组合“濱虎”，把咖啡店“Nowhere”的一角当成事务所。两人提到一件委托，他们发现这和旧识警察亚特正在追查的连环杀人案有异曲同工的特點——被害者全部都是“minimum”能力者。同为能力者的奈斯和紫也被卷入了案子，为了实现愿望，年轻人们贯彻觉悟进行战斗，跌宕起伏的战斗剧因而就此展開。 　

## 登場人物

### 濱虎偵探事務所
奈斯（Nice，聲：逢坂良太、小林由美子(幼少期)）
生日:5月10日
「濱虎偵探事務所」的經營者。駿才學園歷年排名第一的天才，因此其身份被駿才學院隱藏，後出於不明原因退學。被人稱作小小奇跡殺手。在紫從駿才學院退學後，和紫組成偵探組合「ハマトラ」。對自己的心情很坦率，很重視自由，是一個很有自我風格的少年。
接受委託的時候，也不是看報酬的金額，而是去接覺得想做的委託。
在首篇最後一集打敗莫拉爾。
根據Re:篇第八集中初的回憶中，奈斯原本是要找史奇爾（skill），卻因為門口寫了禁止入內反而找到了初，並因為覺得success No.01不像是名字所以給初起了名字。在與初逃跑過程中被槍打中。
但在之後被莫拉爾植入了史奇爾的心臟後活了下來，也繼承到了史奇爾的Minimum。
與初有個約定"一起去外面看看外面是什麼樣的"。
紫同居，根據紫的說法奈斯是完全不作家務。
音速的Minimum／靈長類最快的一步
半徑5米內能作出音速移動，但會消耗大量體力，故使用次數有限制。
能力發動條件：彈指，使用能力時會戴上耳機（平常耳機掛在頸上）（漫畫原本只有彈指這發動條件，最後倒數第二話才有戴上耳機的條件）。
紫（聲：羽多野渉）
與奈斯一同組成「濱虎」的拍檔。駿才學園的畢業生，是歷代以來的第二名，和眾人不同學園，是支部的學生。漫畫版中不認為奈斯比自己強。有時會很不爽奈斯，實際關係還不錯。現任駿才學園第55期的主席。
從外表就能看出來，是眼鏡角色。由於帶了眼鏡的形象，是cool且很理性的很知性的角色。討厭不努力的人。
如果說搭檔的奈斯是天才類型的人，那麼他就是努力型的人。在沒有遇到奈斯之前，一直是第一。直到遇到奈斯後，就一直輸給他；在第八集二人不使用超能力決鬥中敗給奈斯，並在後來對奈斯說：“下次我一定要贏！”
在Re:篇第六集去找亞特等人打算獨自解決一切，但反到讓事態變的更加糟糕，之後慘遭痛打被裝進袋子送到咖啡店門口，被送到醫院，並未死亡，雙手粉碎性骨折檢測說失去了能力。在Re:篇最後一集，證實由於亞特弟弟史奇爾的能力，重新獲得超能力。
與奈斯同居，打理一切生活事務跟家務，被吐糟過太竉溺奈斯。
偉力的Minimum／我們沒有明天
能操作筋力，能暫時性將其提升。把手腳的筋力爆發力加強。
使用能力時需取下眼鏡。（漫畫倒數第二話才解釋有此發動條件）
初（聲：加藤英美里）
身高150cm，體重42kg，生日11月2日。喪失記憶的不可思議的少女，一直都很餓，總是在吃著什麼，飯量很大，討厭薄荷，肚子餓了沒吃飽會沒力氣打架。與食物無關係的時候，對他人話基本無視。臉上基本上不會顯出什麼太大的表情。在偵探事務所擔任奈斯的助手，但在紫出現於奈斯組成組合後，便開始在子貓的咖啡店幫忙。是一個像男孩子一樣的女孩子。對駿才學院有排斥,曾經也在駿才學院。
第二部中代替奈斯，成為紫的搭檔。新組合名為Hamatora Mark2。
擁有因絕望為契機而發動的消除Minimum的Minimum被稱為'虛無的Minimum'。是莫拉爾的［後天Minimum］實驗中第一個成功的人，代號：success No.01。
虛無的Minimum
以絕望為扳機發動的消除超能力的超能力，能夠連他人的［自我］都一並消除掉。

### 次要角色
亞特（Art，聲：神谷浩史）
生日:2月25日
21歲的警視，個性認真，喜歡甜食。駿才學園的畢業生，但未能發掘出小小奇蹟，是以優秀的頭腦和努力不懈畢業。與奈斯和哈妮是舊識。
有個已故的弟弟史奇爾，小時候因為不滿被困在駿才學園，與奈斯合夥想三人一起逃走，卻因此從史奇爾口中得知後天Minimum研究的事情，亞特遂在恐懼之中刺殺了弟弟，但由於腦部受衝擊的緣故忘記此事。
第一季時主導警方處理獵奇殺人事件，但在找到幕後黑手莫拉爾之後，卻因沒帶拘票使他趁機逃脫，後來更在探望史奇爾的墳墓被他槍殺身亡。然而亞特卻因此啟發重生的Minimum而復活，想起失去的記憶並被桃香秘密收留。至此他的想法也變得憤世嫉俗，認為超能只是讓人們嫉妒彼此的罪惡。第一季第12話再度出場槍殺莫拉爾。
第二季成為反派，使用莫拉爾的技術奪取其他能力者的Minimum，且能使用多種Minimum。和莫拉爾的取樣方法不同，使用針筒抽取，被抽取者不會死亡，但是會喪失Minimum能力，同時也會失去Minimum的根本-「自我」而成為喪失人生目標的極樂觀主義者。
重生的Minimum
能夠死而復生，不論受到任何重傷害發動後皆可復原，但條件是必須死亡（心臟受損）才會發動。另外這個Minimum一旦發動先前與其他人奪來的Minimum也會復原而無法使用。
由於這個Minimum的啟發點並不像其他能力者一樣位在腦隨而是在心臟，這也成了亞特雖然有被駿才學園查覺有Minimum的資質卻無發開發出Minimum的主因。
根據奈斯說法其能啟發這個Minimum是因為史奇爾臨終前給與的，目的是希望他哥哥能永遠活下去。
雷修（Ratio，聲：中村悠一、小清水亞美(幼少期)）
在橫濱執業的醫生，擁有一雙金屬製且會噴火的手甲，破壞力極強甚至可以打穿地板。偶爾會在巴斯德伊的便利屋中幫忙。
比奈斯還早退學的Minimum持有者。
小學時因為能力的關係，經常口無遮攔的預言病人的死亡，被別人疏遠並被稱作死神，後來患有絕症的巴斯德伊前去挑釁，聲稱要推翻他的預言活下去，雷修起初堅持他會死，但巴斯德伊卻奇蹟般地在手術後活下來，從此兩人便成為朋友，他也為了尋找治好巴斯德伊的方法而當上醫生。曾是駿才學園的學生，在巴斯德伊被停學後輟學。
第二季後半因為長期與小初相處，而導致自己使用能力時會身體發熱。後來巴斯德伊舊病復發，雷修在憂慮之中，從知友錄製的影片中得知，Freemum有一名能治好各種疾病的能力者駿河，於是他便開始尋找，結果被桃香引誘至一處大樓，並被威脅要與奈斯戰鬥，否則要殺死駿河，雷修不顧使用能力的副作用，盡力打了一拳在奈斯臉上，但還是被打倒在地，駿河的能力也被亞特奪走。最後雷修絕望地坐在巴斯德伊旁邊陪伴，不料因為史奇爾的能力發動，全橫濱的超能持有者都恢復了能力，雷修得以強押駿河治好了巴斯德伊。
透視的Minimum／看穿真相和事實之眼
能像X-射線一樣透視對方的身體。可從筋肉的運動等中預想對方所作出的行動，也可用來看出病痛。
使用能力時，要把右眼的眼罩取下。
巴斯德伊（Birthday，聲：福山潤、小林沙苗(幼少期)）
為一名帶著墨鏡的黃髮男子，在橫濱經營著便利屋。個性不正經，曾意外捲入爆炸案而被訓問。偶爾會與雷修幫助濱虎調查案件。
比奈斯還早退學的Minimum持有者，據本人所說以前指使奈斯利用能力買麵包，而出錢的是雷修並至今欠他223萬7520圓。
小學時患有絕症，歷經多次手術，有一次手術前因為聽說雷修能預言別人的死亡便前去挑釁，並在雷修說他真的會死後仍然奇蹟般生存下來，此後便和他成為朋友。和雷修一同進入駿才學園，卻因身體問題被停學。
第二季後半因為病症再度發作而臥病在床，幸好最後被雷修找來的駿河治好。
電擊的Minimum／死與電擊
能把儲存於身上的電力釋放出來。能為手提電話充電也能攻擊敵人，有著各式各樣的用途。
使用能力時，要以電擊槍貼近嘴部。（漫畫無發動條件）
哈妮（Honey，聲：喜多村英梨）
駿才學園的畢業生，巨乳。擔任保鏢（對象限定為要人）和協助偵查的天才少女科學家。
小時候被檢測出有異於常人的智商，因此被父親「博士」(聲：寶龜克壽)和國家分配了暗殺的工作，但哈妮對這個設定好的未來感到非常不滿，於是她在某一次機會，邀請當時參加駿才學園研究的斯利一起反抗，並在畢業後刻意選擇擔任保鑣，也導致她與父親長期不和。
第二季因為長期與小初相處，導致她使用能力後智商會變得和小孩一樣。
解析的Minimum／超美少女天才的憂鬱
從自己所開發的系統「Mighty script」所獲得的情報作出解析，預測10分鐘後的未來。一般人無法從「Mighty script」的情報中解讀任何資訊。進食巧克力方可發動能力。（漫畫無發動條件）
斯利（Three，聲：村瀨克輝）
保護哈妮的巨漢，臉上有一個被石塊打中的大疤痕。曾在駿才學園指導亞特柔道。
曾經是一個在以色列打仗的傭兵，退役後參加了駿才學園的研究，後來因為哈妮的邀請而與她一同工作。
經營著一家孤兒院，收留的都是戰爭孤兒(許多小孩的父母還是他殺死的)。由於斯利痛悔自己過去所犯的罪孽，於是便教導孩子們許多偏激思想，希望將來這群小孩能殺死他，但被看不下去的哈妮制止而作罷。
第一季末被政府認定為危險人物，孤兒院的孩子都被青少年保護團體強制帶走。
獸化的Minimum
野獸化，從而將自身的身體能力大大提高。
朗誦手上的謎一樣的書籍裡當中的一節，方可發動能力。發動能力時身體會作出改變。
子貓（聲：安野希世乃）
「濱虎」的仲介人、Cafe Nowhere（カフェ・ノーウェア）的服務生。擁有一條貓尾，生氣時尾巴還會抖動。
與初一樣是被駿才學園暗中抓來開發後天Minimum的實驗者之一，但因初的實驗成功，研究人員將中心放在初身上，她的實驗延遲。後來該實驗計畫終止後被店長安全帶走。
老闆（Master，聲：斧篤）
Cafe Nowhere（カフェ・ノーウェア）的老闆。過去曾是駿才學園的研究員，與莫拉爾是舊識。小初的能力失控後，為了避免小初被處理掉而收養她，並從此退出研究界。
第二季後被桃香派人綁架，店裡還被安置炸彈，但幸好奈斯及時來救援才逃過一劫。動畫最後修好了自己的店面，重新開張。
我助（Gasquet，聲：秋元羊介）
橫濱的警察，留著山羊鬍的白髮老人，是亞特的部屬，同時也是忘年之交。
第一季時與亞特共同調查連續獵奇殺人事件，辦事非常精明，即使亞特後來被莫拉爾槍擊而失蹤，仍然循線逮捕了幫助莫拉爾的桃香。之後在移送危險超能持有者佐村時，意外發現警察內部有人被桃香收買，便在真央的幫助下獨自前往超能持有者收容設施調查，結果卻不幸遇到了Freemum成員，被石神以加熱能力烹死，死前仍然喃喃的質問為何亞特要離開警局。
真央（聲：江口拓也）
提供情報的情報商，但跟奈斯收取的報酬常是食物。
瀨尾（聲：岡本信彦）
男高中生，個性軟弱，曾被學長霸凌，幸好因北澤老師出手而得救，瀨尾也因此非常景仰他。但後來北澤老師卻突然失蹤，於是他找上濱虎，欲尋找老師，結果老師卻捲入殺人事件，被割去腦部陳屍於商店。事後紫竟在網路上發現了「霸凌瀨尾協會」網站，才知道原來是北澤老師教唆同學霸凌他，再以繪圖能力製作照片傳給校方，製造自己維護正義的假象。最後瀨尾從奈斯手中接過球棒，將放在禮堂的老師遺照打爛。
玲（聲：大橋彩香）
瀨尾的青梅竹馬，相貌姣好。
莫拉爾（Moral，聲：小野友樹）
謎一般的怪人研究者，留著白長髮，過去曾是駿才學園的研究人員，不知為何對於學園第一名的奈斯非常執著。當時負責研究後天得到Minimum的方法，但之後身為關鍵人物的史奇爾卻被亞特殺死，莫拉爾只得將史奇爾的心臟移植給奈斯後退出了駿才學園。
然而他沒有停止研究，甚至開發出以移植腦隨給一般人的方式賦予人Minimum，並開始到處殺害超能持有者，希望能以犧牲少數人的方式，讓所有人的才能都能平等。後來被亞特懷疑他是兇手，而燒毀自己的別墅逃亡，期間以能力假扮亞特與我助來欺騙濱虎，並聚集許多後天超能持有者，在第一季末發動恐怖攻擊，打算讓大眾因為恐懼超能持有者而主動尋求他的技術。最後奈斯借助哈妮的能力找到他，並對他犧牲少數的做法表達不滿，然而莫拉爾不但不慌忙，反倒找來瞬移的超能注入身體，以「拯救」為理由，邀奈斯在船上決鬥，結果因身體無法承受兩個Minimum存在而被打倒，遭到隨後上船的亞特槍殺身亡。
桃香（聲：緒方惠美）
是一名協助莫拉爾研究後天Minimum與引發騷動的花店店員，左眼上有一個如花朵般的傷疤(第一季時皆以化妝掩飾)，後來在橫濱幫助莫拉爾發動恐怖襲擊時，被我助逮捕。
第二季時賄賂獄警而得以逃出，並揭露她的真實身分是「最恐」，一個欲求娛樂至無法無天的恐怖主義者。接洽各種工作其時薪高達30億，曾做過如下10億的賭注等各種瘋狂的事，為尋樂任何傷天害理的事都肯去嘗試。也因此她協助莫拉爾的研究，甚至在亞特被莫拉爾槍擊時，刻意救了因再生能力而苟活下來的他。莫拉爾死後她將目標轉向亞特與Freemum的首領石神。
最終亞特完成大規模發動虛無的Minimum讓橫濱陷入徹底混亂後仍大感無趣，受不了這種被欲望支配到痛苦的人生而領悟的某些事情，最後舉槍自盡。
史奇爾（skill，聲：渕上舞）
亞特的弟弟，小時候與哥哥和奈斯被關在駿才學園，曾和他們約定畢業後要買下一棟大樓，以看到更好的風景。
後來因研究人員發現他身上有賦予超能的能力，便規劃了後天Minimum研究，此後史奇爾不但被改造身體，還被裝入機器中強迫賦予無能力者超能，而由於是以強迫的方式，導致實驗對象都因基因突變成了怪物，只有小初成功被賦予了虛無的Minimum。
最後亞特雖然找到了他，但史奇爾早就因為罪惡感，失去了生存的意願。他哀求亞特殺死他，於是被亞特以玻璃碎片刺破胸腔而死，死前賦予了亞特重生的Minimum。而他的心臟之後也被莫拉爾移植給奈斯。
自我的Minimum
能夠以他人心中的願望，使能力接受對象的某些身體能力增幅，成為一個新的Minimum，契機為希望，發動範圍最大可到一整個大都市。
知友（聲：ayami）
年輕插畫家，似乎有言語障礙，全劇中除了說出顏色以表達她的心情以外，完全不講話。和巴斯德伊是駿才學園的同級生，與雷修一樣非常擔心巴斯德伊的病情。
在第一季末時為了保護被襲擊的平民而被暴民發現是超能持有者，被痛打一頓後入院。三個月後因為聽聞有一名能治療所有病症的超能者駿河，便前去他所屬的freemum找他，結果卻因為偷拍駿河治療病人的畫面而被趕了出去，但還是用手機將影片傳給了雷修，成功讓駿河治好了巴斯德伊。
透明化的Minimum
使自己和接觸到的人隱形的能力，但似乎不持久。
伊藤貴弘（聲：水島大宙）
動畫第一期第三話登場。個性軟弱，又有點受保護過當的國中生，但相當敬愛母親，隨身戴著用繩子做成項鍊的哨子。
第一季時因為煩惱自己沒有才能而尋求莫拉爾的幫助，於是莫拉爾給了他奇怪的超能使他變成全身深紫色的巨人，同時也導致他精神異常而在地下水道到處亂跑，之後跑出地面與奈斯對打，結果被奈斯單方面痛毆一頓後，恢復了自我，並被關進了超能持有者的收容所。
後來被莫拉爾策動的恐怖分子放出監獄，於是他便來請求奈斯找尋能讓他復原的辦法，但被拒絕。之後在與小初閒逛時看見了自己的母親被一群恐怖份子追殺，於是發動能力出手打倒了那群人，但也導致他身體癱瘓，事後雖然終於得到了母親的讚許，卻也因為莫拉爾為了刺激奈斯與他戰鬥，而被以事先裝在頸部的炸彈爆頭而亡。
石神俊一（聲：竹内良太）
超能持有者組織Freemum的首領，初登場於第二季。身旁總帶著真宮(聲：高橋孝治)、剛田(聲：齋藤楓子)、櫻庭(聲：木村昴)、鈴木(聲：後藤啓介)、增本(聲：德本英一郎)、駿河(聲：織田圭祐)等同為超能持有者的朋友。
自稱建立Freemum是為了讓超能持有者有個歸處，但檯面下卻進行恐怖活動。第四集時綁架主張管制超能持有者的政府高層「博士」，企圖利用鈴木的造型能力製作面具，藉此混入政府，結果「博士」卻被斯利救出。
事後他們雖然被警方通緝，卻因禍得福被亞特與桃香看上，雙方開始合作並在季末直播亞特與紫的戰鬥，以展現亞特的復活能力將他塑造成神明後，得到無數超能持有者的支持，然而他並不知道亞特只是在利用自己，而他在超能持有者收容設施殺死我助時也早為自己種下殺機。最後櫻庭在某大廈開的演唱會，使全橫濱都遭封鎖，石神藉此要脅政府將橫濱設為超能持有者特區，沒想到亞特在此時突然背叛並擊倒剛田、增本，石神也被他痛罵行徑噁心隨後以手槍爆頭而亡。
沸騰的Minimum
能夠將水或血液等液體加熱到沸騰的能力，使用時要將自己的血塗在兩眼下方。

### 漫畫角色
由美
「濱虎偵探事務所」的委託人。性格有點內向，擁有毫無自覺的巨乳身材。委託內容為：無意間看到陽台上有人影的一樣的東西而拍下來，但是在拍出第二張照片時人影卻不見。認為是幽靈。已解決，但常常被變態跟蹤所以不時會找濱虎委託。
延川（聲：川邊俊介）
住在由美正上方的男性美容師。擁有能力為身長身體各個部位，並以長舌覆蓋整張臉，引起由美視為幽靈的犯人。動畫中加入莫拉爾的恐怖攻擊。
響
在漫畫中紫以定金一百萬委託奈斯所捉住的野良。討厭薄荷。奈斯以爆炸蓋過響的發聲並解決。動畫中莫拉爾企圖以他的能力造成更大的恐慌而綁架他。
超高音的Minimum
能夠從喉嚨發出的超高音能够破壞人的腦神经，半徑100米內的人都會耳朵流血死亡，即使是隔著音響發出仍會使人重傷。
響的友人
與響一同行動、抽著薄荷味道香菸的人。
超聽覺的Minimum
能夠聽出遠方的聲音。
曉 紗友里
「濱虎偵探事務所」的委託人，為蓋特家族一員，但是為了雫而背叛首領。委託內容為：在雫再次使用能力前把她救出來。
曉 雫
紗友理的妹妹。為黑手黨蓋特家族所利用於暗殺的少女，如對於毫無防備的國外重要人物，可能造成世界混亂。橘的交易失敗後，跳到海並爆破讓追著雫的地下組織覺得死亡(當下除了紫，其他人都知道雫活著)。事實上還活著並與姊姊離開到國外。
爆炸的Minimum／炸彈少女
右手握到的任何東西都會爆炸，相對的自己也會捲入爆炸中。
橘
學園一員似乎是做管理，一直以『不能隨便亂使用能力』、『為了國家』來教導紫。起初要紫帶奈斯回到學園，但是真正目的是收回雫。
紫發覺後保護雫，表明了自己瞞著學園把年幼有才能的能力者賣給國外非法組織所做的副業，並以500萬美元賣給恐怖組織。最後被奈斯與紫給打敗，並被學園開除。
超反應的Minimum／倍害報復
神經傳遞速度比正常人還要快。
橘的手下
照著橘的指示使用能力並將雫奪走。
荷爾蒙的Minimum
荷爾蒙有著和神經毒性一樣的特性。
跟蹤狂
跟蹤由美的野良跟蹤狂，被紫打敗。
腳力的Minimum
腳力氣奇大無比。
瑞希
學園研究所的研究員。因Minimum的數據被上司搶走而委託濱虎，據本人所說研究是個能讓多人展開笑容的，但被教授認為是個能讓人人都能成為能力者的危險研究，然而本人認為明白小小奇跡原理的話說不定能幫助治療各種難治雜症。本該是拖延小山田的，卻被小山田所帶的新人助手殺害。數據在奈斯手中。
小山田
搶走瑞希的數據並想要粉碎的教授，認為不該太早發表而應等待時機。但新來的助手所殺害。
新人助手
殺害瑞希與小山田的兇手。認為小小奇跡只會帶來不幸，被詛咒的力量打算摧毀數據。在往奈斯前去攻擊時，頭部被槍擊中。而裸身的背部有著神經細胞手術痕跡，因Minimum奇特而被利用於各種實驗。
後知是班鳩下令部下射殺的斑鳩的女朋友。
光學迷彩的Minimum
能改變光折射率的皮膚。但是一出汗就破功，且須裸體。
瞳
橫濱泳池渡假村社長秘書，收到了威脅信而委託便利屋。利用被斑鳩打敗的雷修為人質交換瑞希的數據，與斑鳩同夥。
實際上是個演技派奈斯的間諜，搶走Limitless，但是忽略了斑鳩預留的一罐Limitless。
斑鳩
認為自己才是小小奇跡殺手也是能力者中最強的男人。在攻擊雷修、巴斯德伊、紫、奈斯時封住他們的能力，因這樣才有打敗雷修。
曾是學園頂級研究員，比瑞希及小山田都優秀。打算在上空灑下在學園開發中的實驗藥Limitless，將微小的能力者能力進一步解放，而無能力者接觸則感官暴走至死，但這藥物被作為奈斯間諜的瞳搶走。
留下一罐Limitless，被診斷惡行腫瘤剩不到一個月的壽命打算能有多少受害者就有多少，但是被奈斯與紫阻止。最後在醫院看著與女朋友的照片流淚。
操縱的Minimum／抓住不放手
5米內憑著手指纖細又強力的動作能夠操縱任何事物。
倖
每周一次會包下市內電影院看電影的外表看似青年的117歲學園創始者，也是給予Minimum命名之人，斑鳩的祖父兼後台。竊取瑞希數據的目的是讓所有人都成為能力者，讓世界充滿奇跡，不存在所謂特別的人。任何人都是唯一、世界平等就是他所理想的世界，因為這個理想而創立學園。但是並不知道斑鳩所持有能封住能力的藥，被斑鳩背叛封住能力而死去。事實上因為能力，朋友、戀人都總是先他而去而寂寞，看著電影彌補寂寞感到拯救，『希望能力能拯救某人，變得能幸福的力量』帶著這樣的想法，給能力取了如電影般的名字。去世前最掛念的還是斑鳩。
細胞回復的Minimum／大人們無法理解
細胞再生速度快、不會劣化、不老不死的存在。

## 世界觀、用語解說
小小奇跡
曾經被稱為個性的東西，個性極致就會成為特殊，磨練特殊就會成為奇跡。不知道能派上什麼用的『小小能力』成為人類誕生全新可能性的契機。
能力者
掌握MINIMUM能力的人。根據能力，持有著1人對10個普通人以上的能力。他們的存在一般都被隱匿著。
Minimum機構
研究人們所持有的可能性「Minimum」的機構。其機構的存在被隱蔽，一般人並不知其存在。駿才學園是旗下的組織之一。
駿才學園
Minimum機構所創辦的部門，負責培育、訓練可能持有「Minimum」的小孩。
野良
從駿才學園裡退學的學生，大多數都是沒有才能才被開除，但也有少數在退學後覺醒能力的人。
FREEMUM
由一群擁有Minimum的能力者但不受Minimum機構管制的人所組成的團體。

## 電視動畫

### 製作人員
- 原案：小玉有起、松舞夏
- 總監督（第1期）→監督（第2期）：岸誠二
- 角色原案：小玉有起
- 角色設計：和圖悠
- 主角色設計：伊藤依織子
- 音響監督：飯田里樹
- 美術監督：永吉幸樹（第1期）→榊枝利行（第2期）
- 色彩設計：岡田繪美子（第1期）→柳澤久美子（第2期）
- 攝影監修：大山佳久
- 攝影監督：久野利和（第1期）→鹽見和欣（第2期）
- 編輯：高橋步（第1期）→坂本雅紀（第2期）
- 音樂：吉森信
- 音樂製作：DIVE II entertainment
- 製作人：田中宏幸、瀧內泉、紅谷佳和、清水美佳、高篠秀一、興野裕之、松下直樹、石垣毅
- 動畫製作人：比嘉勇二（第2期）
- 動畫製作：NAZ Inc.（第1季）→、Lerche（第2季）
- 製作：HAMATORA製作委員會

### 主題曲
第1季
片頭曲「FLAT」
作詞、作曲、編曲：kz，主唱：livetune adding Yuuki Ozaki（from Galileo Galilei）
片尾曲「Hikari」
作詞、作曲：永谷喬夫，編曲：山下洋介，主唱：羽多野涉
第2季
片頭曲
作詞、作曲、編曲：kz，主唱：livetune adding Takuro Sugawara（from 9mm Parabellum Bullet）
第11話未使用、第12話作為片尾曲使用
片尾曲「Brand New World」
作詞、作曲：加藤裕介，編曲：山下洋介，主唱：ayami
劇中曲「Fight For the Freedom」（第11話）
作曲、編曲：鳴瀬シュウヘイ，作詞：木村昴，主唱：櫻庭（木村昴）

### 各話列表
| 話數    | 日文標題                    | 中文標題              | 劇本   | 分鏡               | 演出       | 作畫監督                                                 | 動作監督       | 總作畫監督 |
| 第1季   | 第1季                       | 第1季                 | 第1季  | 第1季              | 第1季      | 第1季                                                    | 第1季          | 第1季      |
| ------- | --------------------------- | --------------------- | ------ | ------------------ | ---------- | -------------------------------------------------------- | -------------- | ---------- |
| File-01 |                             | 哥倫布的蛋            | 熊谷純 | 三浦和也           | 木村寬     | 伊藤依織子、小峰正賴                                     | Han Hyun Joong | 伊藤依織子 |
| File-02 |                             | 尊愛的可惡混蛋        | 熊谷純 | 高橋丈夫           | 上野史博   | 門智昭、滿若高代 小磯沙矢香                              | Han Hyun Joong | 番由紀子   |
| File-03 |                             | 擁有者、無擁有者      | 熊谷純 | 高橋成世           | 佐佐木勅嘉 | 末田晃大、大西陽一 諏訪壮大、山本真理子 山口光紀         | Han Hyun Joong | 伊藤依織子 |
| File-04 |                             | 彷徨的圖騰柱          | 熊谷純 | 高橋丈夫           | 鈴木拓磨   | 小峰正賴、津熊健德 小島えり、大西陽一 服部憲知           | Han Hyun Joong | 番由紀子   |
| File-05 |                             | 汗、肌肉與我          | 熊谷純 | 增田敏彥           | 寺澤伸介   | Lim Chea Duck                                            | 不適用         | 不適用     |
| File-06 |                             | 預言者的苦惱          | 熊谷純 | 西澤晉             | 伊藤史夫   | 陳梅花、UEC                                              | Han Hyun Joong | 不適用     |
| File-07 |                             | 黑色波斯菊            | 熊谷純 | 工藤進             | 吉田俊司   | 小峰正賴、岩岡優子 陳梅花、富澤佳也乃                    | Han Hyun Joong | 伊藤依織子 |
| File-08 |                             | 血染的苦瓜            | 熊谷純 | 田所修             | 西村大樹   | 青木真理子、武藤和浩 三宅雄一郎                          | Han Hyun Joong | 不適用     |
| File-09 |                             | 美少女與野獸          | 熊谷純 | 增田敏彥           | 鈴木信一   | 鈴木信一                                                 | 不適用         | 不適用     |
| File-10 |                             | 弱者的行進            | 熊谷純 | 西澤晉             | 淺見松雄   | 竹上貴雄、 Kim Daehun                                    | 不適用         | 不適用     |
| File-11 |                             | 勝者的敗走            | 熊谷純 | 工藤進             | 伊藤史夫   | 齊藤和也、佐佐木勅嘉                                     | 坂本龍典       | 伊藤依織子 |
| File-12 |                             | 覺悟                  | 熊谷純 | 上野史博           | 上野史博   | 中島美子、陳梅花 武智敏光、富澤佳也乃 伊藤依織子         | 不適用         | 伊藤依織子 |
| 第2季   |                             |                       |        |                    |            |                                                          |                |            |
| Re:01   | Melancholy of Hero          | 英雄的憂鬱            | 熊谷純 | 安藤正臣           | 安藤正臣   | 黑澤桂子、幸野浩二                                       | 不適用         | 黑澤桂子   |
| Re:02   | Art Returns                 | Art回歸               | 熊谷純 | 鈴木芳成、安藤正臣 | 鈴木芳成   | 門智昭、鎌田祐輔                                         | 不適用         | 黑澤桂子   |
| Re:03   | Madness Flower              | 瘋狂的花              | 熊谷純 | 齋藤德明           | 金森勝     | 李少雷、管振宇                                           | 不適用         | 黑澤桂子   |
| Re:04   | For whom Talent             | 致天才                | 熊谷純 | 鈴木行             | 橋口洋介   | 幸野浩二、廣瀨智仁                                       | 不適用         | 黑澤桂子   |
| Re:05   | Buddy's Wishes              | 伙伴的願望            | 熊谷純 | 島津裕行           | 牛草健     | 鶴元慎子、樋口博美 安行佳己                              | 不適用         | 黑澤桂子   |
| Re:06   | Advent                      | 降臨                  | 熊谷純 | 木村真一郎         | 糸賀慎太郎 | 門智昭、鎌田祐輔                                         | 不適用         | 黑澤桂子   |
| Re:07   | Emergency Room 24 hours     | 急診室24小時          | 熊谷純 | 安藤正臣、鈴木行   | 鈴木芳成   | 大澤美奈、幸野浩二                                       | 不適用         | 黑澤桂子   |
| Re:08   | Worst Promise & Best Memory | 最重的承諾&最棒的回憶 | 熊谷純 | 村田峻治           | 佐藤和磨   | 廣瀨智仁、樋口博美                                       | 不適用         | 黑澤桂子   |
| Re:09   | Symphony in the Moonlight   | 月光下的交響曲        | 熊谷純 | 齋藤德明           | 金森勝     | 管振宇、李少雷 平松裕子、安行佳己                        | 不適用         | 黑澤桂子   |
| Re:10   | For whom to duel            | 為愛決鬥              | 熊谷純 | 島津裕行           | 牛草健     | 門智昭、鎌田祐輔                                         | 不適用         | 黑澤桂子   |
| Re:11   | End of Yokohama             | 橫濱的終結            | 熊谷純 | 木村真一郎         | 糸賀慎太郎 | 幸野浩二、大澤美奈 樋口博美、鎌田祐輔                    | 不適用         | 黑澤桂子   |
| Re:12   | Re:Resolution（Ego）        |                       | 熊谷純 | 鈴木行、安藤正臣   | 安藤正臣   | 安行佳己、廣瀨智仁 黑澤桂子、山形孝二 鎌田祐輔、荻野美希 | 不適用         | 黑澤桂子   |

### 播放電視台
| 播放地區   | 播放電視台         | 播放日期               | 播放時間（UTC+9）         | 所屬聯播網             | 備註                                        |
| 第1季      | 第1季              | 第1季                  | 第1季                     | 第1季                  | 第1季                                       |
| ---------- | ------------------ | ---------------------- | ------------------------- | ---------------------- | ------------------------------------------- |
| 關東地方   | 東京電視台         | 2014年1月7日－3月25日  | 星期二 25時40分－26時10分 | 東京電視網             |                                             |
| 愛知縣     | 愛知電視台         | 2014年1月8日－3月26日  | 星期三 26時35分－27時05分 | 東京電視網             |                                             |
| 大阪府     | 大阪電視台         | 2014年1月10日－3月27日 | 星期五 26時10分－26時40分 | 東京電視網             |                                             |
| 日本全國   | AT-X               | 2014年1月11日－3月28日 | 星期六 20時00分－20時30分 | 衛星電視               | 有重播                                      |
| 日本全國   | NICONICO直播       | 2014年1月11日－3月28日 | 星期六 22時00分－22時30分 | 網路電視               |                                             |
| 日本全國   | NICONICO頻道       | 2014年1月11日－3月28日 | 星期六 22時30分 更新      | 網路電視               | 最新話1週間免費                             |
| 韓國全國   | Animax Korea       | 2014年1月11日－3月28日 | 星期六 24時30分－25時00分 | 衛星電視 IPTV 有線電視 | 有字幕 有重播 第1話於24時00分－24時30分播放 |
| 日本全國   | 萬代頻道           | 2014年1月12日－3月29日 | 星期日 12時00分 更新      | 網路電視               |                                             |
| 日本全國   | d Anime Store      | 2014年1月12日－3月29日 | 星期日 12時00分 更新      | 網路電視               | 會員無限制全話收看                          |
| 日本全國   | 東京電視台動畫劇院 | 2014年1月12日－3月29日 | 星期日 更新               | 網路電視               |                                             |
| 第2季      |                    |                        |                           |                        |                                             |
| 關東廣域圈 | 東京電視台         | 2014年7月7日－9月22日  | 星期一 26時05分－26時35分 | 東京電視網             |                                             |
| 大阪府     | 大阪電視台         | 2014年7月8日－9月23日  | 星期二 26時10分－26時40分 | 東京電視網             |                                             |
| 愛知縣     | 愛知電視台         | 2014年7月9日－9月24日  | 星期三 26時35分－27時05分 | 東京電視網             |                                             |
| 日本全國   | AT-X               | 2014年7月10日－9月25日 | 星期四 21時00分－21時30分 | 衛星電視               | 有重播                                      |
| 日本全國   | NICONICO直播       | 2014年7月10日－9月25日 | 星期四 22時30分－23時00分 | 網路電視               |                                             |
| 日本全國   | NICONICO頻道       | 2014年7月10日－9月25日 | 星期四 23時00分 更新      | 網路電視               | 最新話1週間免費                             |
| 日本全國   | 萬代頻道           | 2014年7月11日－9月26日 | 星期五 12時00分 更新      | 網路電視               |                                             |
| 日本全國   | d Anime Store      | 2014年7月11日－9月26日 | 星期五 12時00分 更新      | 網路電視               | 會員無限制全話收看                          |

### 藍光 / DVD
| 卷數  | 發售日         | 收錄話數       | BD初回生產盤 | DVD初回生產盤 |       |
| 第1季 | 第1季          | 第1季          | 第1季        | 第1季         | 第1季 |
| ----- | -------------- | -------------- | ------------ | ------------- | ----- |
| 1     | 2014年4月25日  | 第1話－第3話   | AVXA-74329   | AVBA-74345    |       |
| 2     | 2014年5月30日  | 第4話－第6話   | AVXA-74330   | AVBA-74346    |       |
| 3     | 2014年7月25日  | 第7話－第9話   | AVXA-74331   | AVBA-74347    |       |
| 4     | 2014年8月29日  | 第10話－第12話 | AVXA-74332   | AVBA-74348    |       |
| 第2季 |                |                |              |               |       |
| 1     | 2014年10月31日 | 第1話－第3話   | EYXA-10013   | EYBA-10005    |       |
| 2     | 2014年11月28日 | 第4話－第6話   | EYXA-10014   | EYBA-10006    |       |
| 3     | 2014年12月26日 | 第7話－第9話   | EYXA-10015   | EYBA-10007    |       |
| 4     | 2015年1月30日  | 第10話－第12話 | EYXA-10016   | EYBA-10008    |       |

### CD
| 發售日         | 名稱                                                                                             | 初回生產盤   | 初回限定盤     | 通常盤     |
| -------------- | ------------------------------------------------------------------------------------------------ | ------------ | -------------- | ---------- |
| 2014年2月19日  | Hikari                                                                                           | AVCD-74227/B | AVCD-74228/B   | AVCD-74229 |
| 2014年3月5日   | FLAT                                                                                             |              |                | TFCC-89483 |
| 2014年3月26日  | TVアニメ『ハマトラ』キャラクターファイルシリーズ File-01 ナイス                                  |              |                | AVCA-74292 |
| 2014年3月26日  | TVアニメ『ハマトラ』キャラクターファイルシリーズ File-02 ムラサキ                                |              |                | AVCA-74293 |
| 2014年4月23日  | TVアニメ『ハマトラ』キャラクターファイルシリーズ File-03 アート                                  |              |                | AVCA-74294 |
| 2014年4月23日  | TVアニメ『ハマトラ』キャラクターファイルシリーズ File-04 モラル                                  |              |                | AVCA-74295 |
| 2014年4月23日  | TVアニメ『ハマトラ』キャラクターファイルシリーズ File-05 レシオ                                  |              |                | AVCA-74296 |
| 2014年5月28日  | TVアニメ『ハマトラ』キャラクターファイルシリーズ File-06 バースデイ                              |              |                | AVCA-74297 |
| 2014年5月28日  | TVアニメ『ハマトラ』キャラクターファイルシリーズ File-04 モラル                                  |              |                | AVCA-74295 |
| 2014年4月23日  | TVアニメ『ハマトラ』オリジナルサウンドトラック「コロンブスの卵のスープ」 Soup With Columbus' Egg |              | AVCA-74289～90 | AVCA-74291 |
| 2014年11月29日 | リプライハマトラ オリジナル・サウンドトラック Everyone Has It!                                   |              |                | EYCA-10133 |

## 劇場版
2015年3月8日宣布將製作劇場版動畫。自2015年11月14日起，以『Fw:HAMATORA』為標題，期間限定放映兩週。此為將動畫第1季及第2季以奈斯與紫的角度詮釋之總集編。
腳本及系列構成由熊谷純負責，主題曲「Rolling life」由羽多野涉擔任演唱。

## 短篇動畫
《迷你滨虎-MINIMUM HAMATORA-》
以私立HAMATORA學園為舞台，每話長約6分鐘的原創電視動畫。自2015年11月至2016年1月於AT-X放送。全8話+劇場版2話。

### 製作人員
- 監督：安藤正臣
- 系列構成、劇本：中西泰博
- 角色設計、作畫監督：伊藤麻由加
- 美術監督：日下部夏月
- 音樂：奈良崎彰
- 製作人：大胡寛二、磯輪のぞみ
- 動畫製作人：比嘉勇二
- 動畫製作：Lerche

### 主題曲
「Little Crazy」
作詞：Freedel、SpiralS，作曲：hirao（SpiralS），編曲：mukai（SpiralS），主唱：HAMATOR-奈斯&紫（逢坂良太&羽多野涉）
插入曲「Hikari」（第8話）

### 各話列表
| 話數       | 日文標題 | 分鏡     | 演出     |
| ---------- | -------- | -------- | -------- |
| #01        |          | 大橋明代 | 大橋明代 |
| #02        |          | 大橋明代 | 大橋明代 |
| #03        |          | 大橋明代 | 大橋明代 |
| #04        |          | 大橋明代 | 大橋明代 |
| #05        |          | 木野目優 | 大橋明代 |
| #06        |          | 木野目優 | 大橋明代 |
| #07        |          | 大橋明代 | 大橋明代 |
| #08        |          | 大橋明代 | 大橋明代 |
| 劇場版前編 |          | 大橋明代 | 大橋明代 |
| 劇場版後編 |          | 大橋明代 | 大橋明代 |

### 播放電視台
| 播放地區 | 播放電視台 | 播放日期                    | 播放時間（UTC+9）         |
| -------- | ---------- | --------------------------- | ------------------------- |
| 日本全國 | AT-X       | 2015年11月2日－2016年1月4日 | 星期一 21時24分－10時30分 |

## 出版書籍
漫畫
作畫：小玉有起（全3冊）
| 集數 | 集英社        | 集英社                 | 長鴻出版社     | 長鴻出版社             |
| 集數 | 發售日期      | ISBN                   | 發售日期       | ISBN                   |
| ---- | ------------- | ---------------------- | -------------- | ---------------------- |
| 1    | 2014年2月19日 | ISBN 978-4-08-879665-9 | 2016年12月13日 | ISBN 978-986-474-206-6 |
| 2    | 2014年7月18日 | ISBN 978-4-08-879870-7 | 2016年12月13日 | ISBN 978-986-474-207-3 |
| 3    | 2015年2月19日 | ISBN 978-4-08-890119-0 |                |                        |

小說
《ハマトラ THE NOVEL》於《JUMP j BOOKS》（集英社）上進行連載。
小玉有起、松舞夏（原案）、藤原健市（著者）
冨澤佳也乃（插畫）、岡田繪美子（插畫仕上）、NAZ（製作公司）
- 2014年7月18日發售[11]、ISBN 978-4-08-703325-0（全1冊）

## 外部連結
- （日語）《HAMATORA》Project官方網站（页面存档备份，存于）
- （日語）TV動畫《HAMATORA》官方網站 （页面存档备份，存于）
- （日語）TV動畫《Re:␣ HAMATORA》官方網站 （页面存档备份，存于）
- （日語）テレビ東京・あにてれ ハマトラ （页面存档备份，存于）
- （日語）ハマトラ - 週刊ヤングジャンプ公式サイト
- （日語）ハマトラ Look at Smoking World （页面存档备份，存于）
- （日語）「ハマトラ」公式アカウント的X（前Twitter）